# George Gordon (horticulteur)
Pour les articles homonymes, voir George Gordon et Gordon.
George Gordon est un botaniste britannique, né le 25 février 1806 à Lucan près de Dublin et mort le 11 octobre 1879 à Kew.

## Biographie
Il a travaillé pour la London Horticultural Society en tant que contremaître des jardins de la Horticultural Society à Chiswick en 1828, puis directeur des départements Hardy et Hothouse. Il devient associé à la Linnean Society of London en 1841.
Avec Robert Pince Glendinning (1840-1906), il fait paraître The Pinetum en 1858 (auquel s’ajoutera un supplément en 1862) et assiste John Claudius Loudon (1783-1843) pour son Arboretum et Fruticetum Britannicum (1838). Il décrit de nombreux spécimens de conifères récoltés par Karl Theodor Hartweg (1812-1871) au Mexique et en Californie.

## Source
- Ray Desmond (1994). Dictionary of British and Irish Botanists and Horticulturists including Plant Collectors, Flower Painters and Garden Designers. Taylor & Francis and The Natural History Museum (Londres).